# Puttelange-aux-Lacs
Pour les articles homonymes, voir Puttelange.
Puttelange-aux-Lacs est une commune française située dans le département de la Moselle et le bassin de vie de la Moselle-Est.

## Géographie

### Accès
Au croisement des routes D656 de Sarrable à Saint-Avold et D674 de Nancy à Sarreguemines, et au commencement de la D30, reliant Puttelange à Forbach. 

### Communes limitrophes

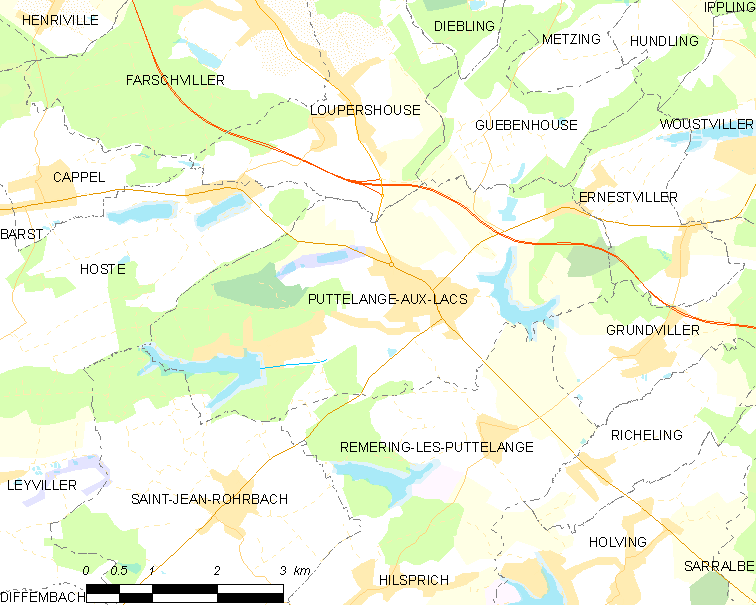
Carte de la commune.

| Hoste               | Loupershouse            | Ernestviller |
|                     | Puttelange-aux-Lacs     | Grundviller  |
| Saint-Jean-Rohrbach | Rémering-lès-Puttelange | Richeling    |

### Écarts et lieux-dits
- Diefenbach-lès-Puttelange
- Thiergarten
- Hohwarte
- Stangenaecker
- Welschhof (ou Welschhoff)

### Hydrographie
La commune est située dans le bassin versant du Rhin au sein du bassin Rhin-Meuse. Elle est drainée par le ruisseau le Moderbach, le ruisseau de Hoste, le ruisseau le Ruhbrecher, le ruisseau de Cappel et le ruisseau de l'Étang du Welschhof.
Le Moderbach, d'une longueur totale de 21,8 km, prend sa source dans la commune de Farschviller et se jette  dans l'Albe à Sarralbe, après avoir traversé huit communes.

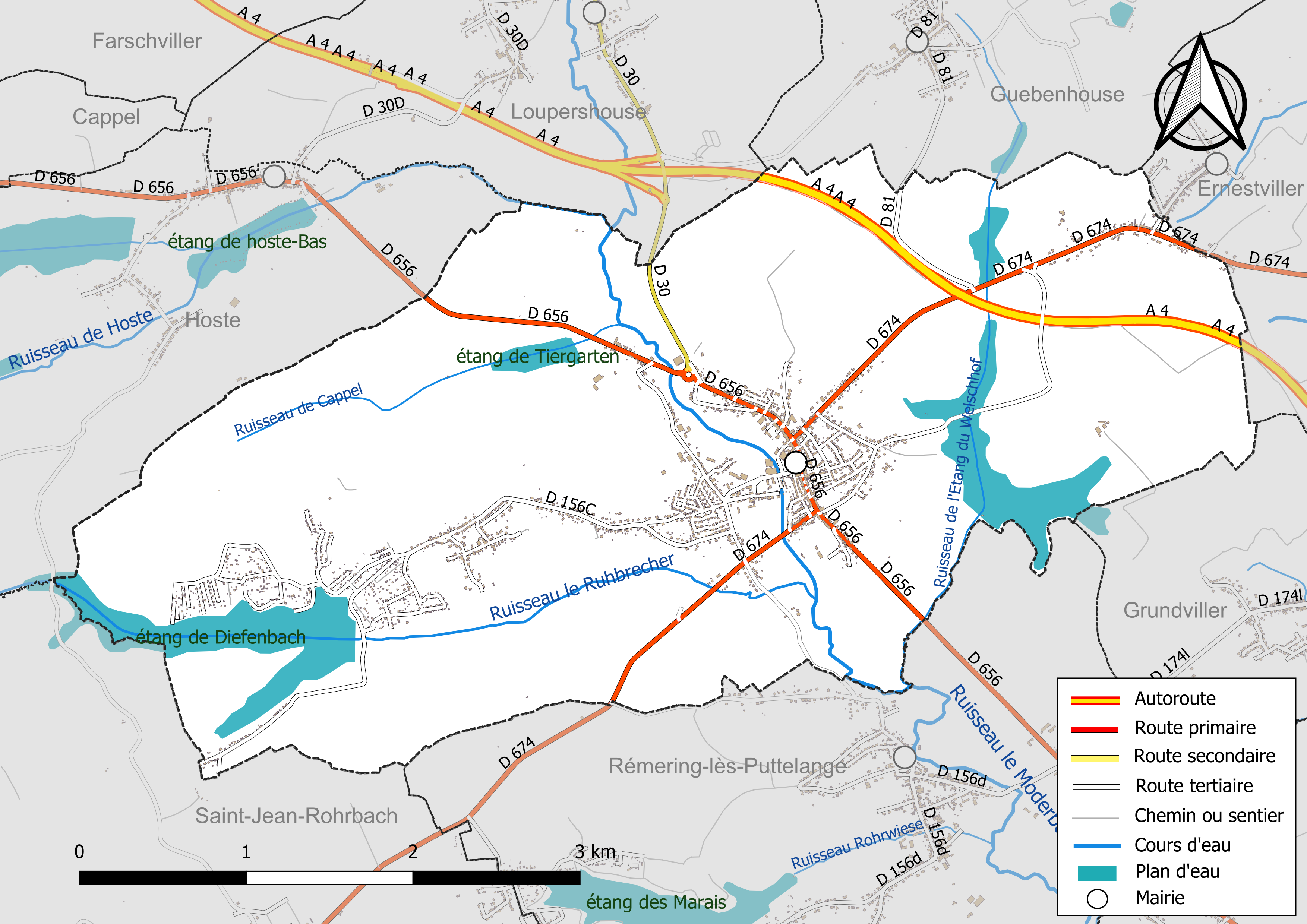
Réseaux hydrographique et routier de Puttelange-aux-Lacs.

La qualité des eaux des principaux cours d'eau de la commune, notamment du ruisseau le Moderbach, peut être consultée sur un site dédié géré par les agences de l'eau et l'Agence française pour la biodiversité.

### Climat
Pour des articles plus généraux, voir Climat du Grand Est et Climat de la Moselle.
En 2010, le climat de la commune est de type climat des marges montargnardes, selon une étude du Centre national de la recherche scientifique s'appuyant sur une série de données couvrant la période 1971-2000. En 2020, Météo-France publie une typologie des climats de la France métropolitaine dans laquelle la commune est exposée à un climat semi-continental et est dans une zone de transition entre les régions climatiques « Lorraine, plateau de Langres, Morvan » et « Vosges ».
Pour la période 1971-2000, la température annuelle moyenne est de 9,9 °C, avec une amplitude thermique annuelle de 17,2 °C. Le cumul annuel moyen de précipitations est de 838 mm, avec 11,8 jours de précipitations en janvier et 9,3 jours en juillet. Pour la période 1991-2020, la température moyenne annuelle observée sur la station météorologique de Météo-France la plus proche, « Kappelkinger_sapc », sur la commune de Kappelkinger à 9 km à vol d'oiseau, est de 10,6 °C et le cumul annuel moyen de précipitations est de 772,6 mm. 
La température maximale relevée sur cette station est de 38,8 °C, atteinte le 25 juillet 2019 ; la température minimale est de −19,6 °C, atteinte le 26 décembre 2010,,.
Les paramètres climatiques de la commune ont été estimés pour le milieu du siècle (2041-2070) selon différents scénarios d'émission de gaz à effet de serre à partir des nouvelles projections climatiques de référence DRIAS-2020. Ils sont consultables sur un site dédié publié par Météo-France en novembre 2022.

## Urbanisme

### Typologie
Au 1er janvier 2024, Puttelange-aux-Lacs est catégorisée bourg rural, selon la nouvelle grille communale de densité à sept niveaux définie par l'Insee en 2022.
Elle appartient à l'unité urbaine de Puttelange-aux-Lacs, une unité urbaine monocommunale constituant une ville isolée,. Par ailleurs la commune fait partie de l'aire d'attraction de Sarreguemines (partie française), dont elle est une commune de la couronne,. Cette aire, qui regroupe 48 communes, est catégorisée dans les aires de 50 000 à moins de 200 000 habitants,.

### Occupation des sols
L'occupation des sols de la commune, telle qu'elle ressort de la base de données européenne d’occupation biophysique des sols Corine Land Cover (CLC), est marquée par l'importance des territoires agricoles (47,6 % en 2018), en diminution par rapport à 1990 (48,5 %). La répartition détaillée en 2018 est la suivante : forêts (31 %), prairies (25,3 %), terres arables (16,2 %), zones urbanisées (13,5 %), eaux continentales (6,5 %), zones agricoles hétérogènes (6 %), zones humides intérieures (1,5 %). L'évolution de l’occupation des sols de la commune et de ses infrastructures peut être observée sur les différentes représentations cartographiques du territoire : la carte de Cassini (XVIIIe siècle), la carte d'état-major (1820-1866) et les cartes ou photos aériennes de l'IGN pour la période actuelle (1950 à aujourd'hui).

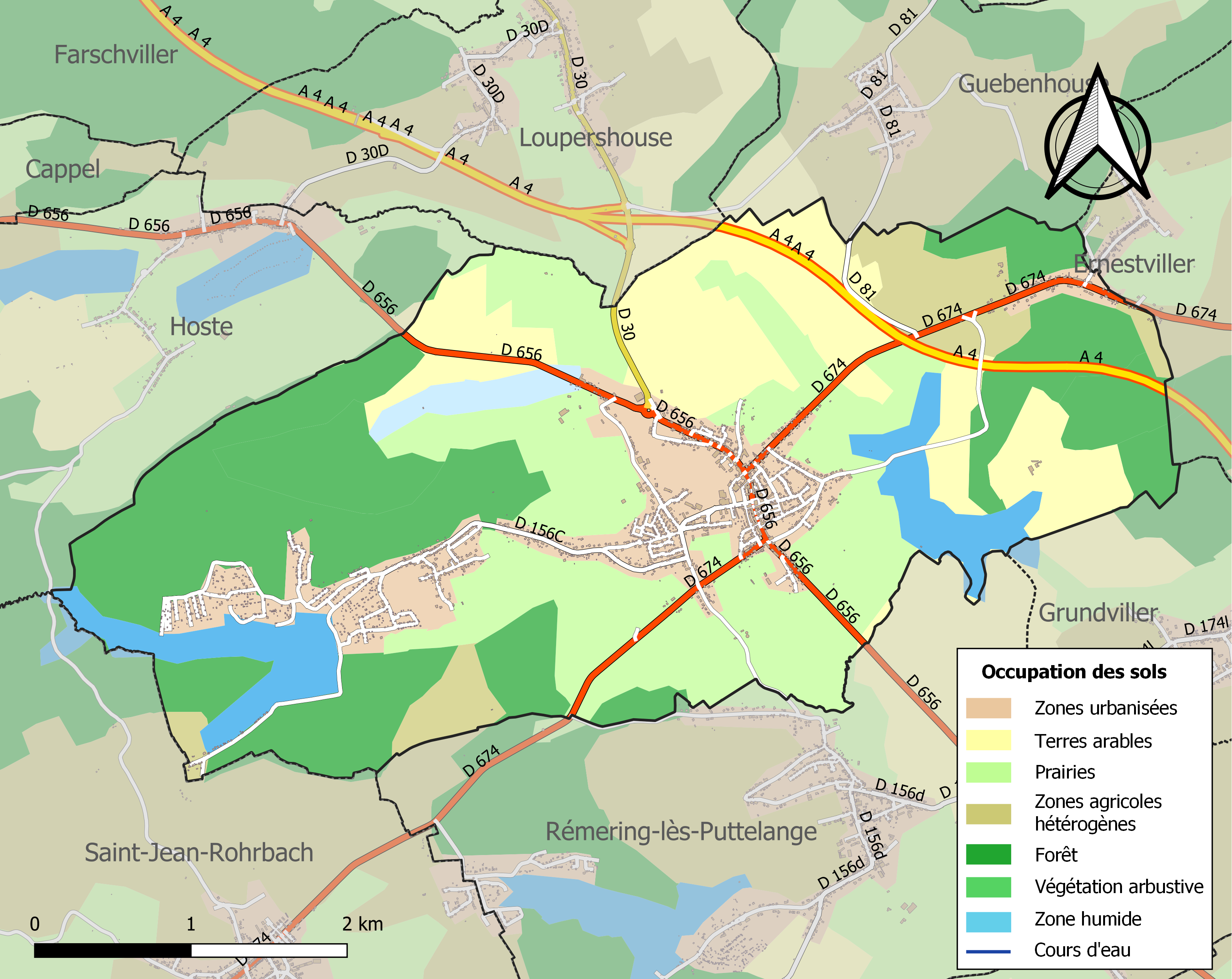
Carte des infrastructures et de l'occupation des sols de la commune en 2018 (CLC).

## Toponymie

### Mentions anciennes
- Puttelange : Putilinga (1069), Putelenges (1135), Putlingen (1172), Putelinga (1209), Puttelingen & Puthelingen (1224), Hessen-Puttelange (1232), Putlinga (1254), Pittelange (1403), Puttlingen (1409),  Hesse-Putlingen (1410), Heseputtlingen (1460), Putelainges (1482), Puttelinga & Puttlange (1544), Hessen-Puttlingen (1565), Pitlingen (XVIIe siècle), Pittling (1645), Putlange (1680 & 1793), Petelange (carte Cassini), Puttelange-les-Sarralbe (1844), Puttelange-lès-Farschviller (1927), Puttelange-aux-Lacs (1971)[15],[16]. En allemand : Pitlingen[15] et Püttlingen (1871-1918 et 1940-1944). En francique lorrain : Pettlinge[17] et Pittlinge.
- Thiergarten : Diergarten (1409), Dhiergarten (carte Cassini), Thirgarten (carte de l'état-major)[15].

### Étymologie
Puttelange est un toponyme germanique composé de Putilo (un homme d’origine germanique). Son nom sera à l’image de nombreux noms de village de Moselle suivi du suffixe -inga qui désigne un établissement rural appartenant à une famille, francisé en -ange ultérieurement. Le déterminant complémentaire -aux-lacs est ajouté au cours du XXe siècle.

### Sobriquet
Au XIVe et XVe siècles, les habitants de Puttelange furent surnommés Püttelinger-Hesiber en référence à la fabrique de tamis en crin de cheval (Hesiber désignant les fabricants de tamis).

## Histoire

### Époque gallo-romaine
La route du Hérapel à Guéblange, qui reliait entre elles les grandes routes de Metz à Worms et de Metz à Strasbourg, passait le long de la rive droite du Mutterbach, par Puttelange, Rémering, Holving et Hirbach.

### VIesiècle
Puttelange vit le jour au VIe siècle, époque où Putilo (chef d’origine germanique) créa avec ses compagnons une cité le long de la Mutterbach.

### XIIe–XIVesiècles
Au XIIe siècle, Puttelange appartenait à la famille des comtes de Lunéville, dont une branche possédait le comté de Metz, fief épiscopal, et une autre branche la seigneurie de Blieskastel. En 1135, Folmar, cinquième du nom comme comte de Metz, fonda une abbaye cistercienne à Beaupré (au sud-est de Lunéville, démolie en 1804, aujourd'hui une ferme) et la dota de la forêt de Hériménil qu'il tenait en fief de l'Évêché de Metz. En compensation, il céda Puttelange, jusque-là franc alleu, à l'Évêque et le reprenait en fief de l’Évêché. De là date la suzeraineté de l'Évêché sur Puttelange, qui sera plus tard contestée par le duc de Lorraine.
La fille de Folmar, Clémence, héritière de Lunéville et de Puttelange, apporta ses domaines à son époux et cousin Folmar, comte de Blieskastel (anciennement appelé comté de Castres, autre fief de l’Évêché). Du mariage de leur petit-fils Henri de Blieskastel, avec Agnès de Sayn, naquirent sept filles.
À la mort d'Henri en 1237, le comté fut remis à sa fille aînée Élisabeth par l’Évêque Jean de Metz contre reconnaissance de la suzeraineté de l’Évêché. Elle épousa en 1238 Renaud de Lorraine, oncle du duc Ferry III. Leur mariage permit de réunir la seigneurie de Bitche, que Renaud avait reçue comme apanage du duché de Lorraine, et le comté de Blieskastel, dont Élisabeth était l’héritière, avec notamment Puttelange. Renaud se fit attribuer la localité en fief par son frère l’Évêque de Metz Jacques de Lorraine en 1240, qu’il reprit de son neveu le duc Ferry III en 1264 et qu'il conserva après la mort de son épouse en 1273. L’héritage fut disputé par les sœurs d’Élisabeth et tout particulièrement sa mère, Agnès de Sayn, qui poussait sa fille cadette Laurette et son époux, le comte Henri IV de Salm, à le revendiquer.
En 1257, Puttelange était considéré comme « castrum et urbs » (bourg castral). La seigneurie était composée d'un bourg principal, et d'un certain nombre de villages.
En 1261, Renaud et Élisabeth fondèrent une chapelle dans leur château de Puttelange. Elle fut dédiée à la Vierge et à Saint Jean-Baptiste, dotée de 20 mesures de blé et autant d'avoine, ainsi que de 10 sous à percevoir sur la dîme de Rémering et de 5 livres de Metz sur les cens de Puttelange. Le 17 avril 1273, Renaud et Élisabeth firent don de la chapelle castrale à l’ordre de l’Hôpital de Saint-Jean de Jérusalem, qui l'attribuèrent à la commanderie de Dorlisheim. L'installation des Hospitaliers renforça la position centrale de Puttelange dans la région. Ils conservèrent la chapelle jusqu'à la fin du XVIIIe siècle.
À la mort de Renaud, en 1274, la dévolution de sa succession provoqua une guerre entre d'une part le comte Henri IV de Salm, soutenu par l'Évêque de Metz Laurent de Lichtenberg, et d'autre part le duc de Lorraine Ferry III, allié du comte de Sarrebruck. Henri fut vainqueur en 1278, mais, fortement endetté, il vendit à l'Évêché de Metz la seigneurie de Blieskastel en 1284, et en 1290 le château de Schaumbourg (près de Tholey, Sarre), en gardant seulement Puttelange.
Une petite partie de Puttelange appartenant à la seigneurie de Forbach, fief lorrain, fut acquise par Salm. Salm possédait alors, en plus de Salm (Senones et Badonviller) et de Puttelange, Morhange (fief de Lorraine) et Viviers (fief de Bar).
Le fils d'Henri IV, Jean Ier de Salm, épousa Jeanne de Joinville, qui lui donna six enfants parmi lesquels :
- Simon Ier qui succéda à son père et fut tué en 1346 à la bataille de Crécy ;
- Lorette de Salm, dame de Puttelange ;
- Nicolas de Salm.

Le fils de Nicolas, Jean dit « le Jeune », épousa sa cousine germaine, Marguerite de Blâmont, fille de Simon Ier, laquelle lui apporta en dot la seigneurie de Puttelange.
En 1347, Jean le Jeune accorda aux habitants une « charte du ban des fabricants de tamis », charte qui favorisa le commerce pour lui ouvrir les portes de l'Europe. Ces tamis en crins de cheval, réputés à l’époque, se vendaient jusque dans la vallée du Rhin à Cologne et en Hollande.
Jean le Jeune fut tué en 1368 à la bataille de Ligny-en-Barrois contre les Messins. Puttelange retourna alors à la branche aînée : Jean II de Salm, fils de Simon Ier.
En 1379, l'Évêque de Metz Thierry Bayer de Boppard renonça à la suzeraineté sur la seigneurie de Puttelange, au profit du duc de Lorraine.

### XVe–XVIIesiècles
Le 28 octobre 1409, un traité de Burgfried (paix castrale) fut signé entre le comte Philippe Ier de Nassau-Sarrebrück et Jean III de Salm, fils de Jean II. La ville, entourée de murs, avait été détruite, de même que le château, lors d'une guerre avec le comté de Metz. Le traité fut renouvelé en 1448.
Jean III trouva la mort en 1431 lors de la bataille de Bulgnéville. Son fils Simon II de Salm lui succéda, mais il fut tué en 1455 lors d'une guerre au Palatinat.
En 1475, à la mort de Jacques de Salm, fils de Simon II, il y eut un partage définitif :
- l'oncle de Jacques, Jean VI de Salm-Badonviller, reçut la moitié de Salm, la moitié de Puttelange et la seigneurie de Viviers.
- la sœur de Jacques, Jeannette de Salm, hérita d'une moitié de Salm, d'une moitié de Puttelange et de la seigneurie de Morhange, et apporta ces terres à son époux, Jean V, rhingrave (Rheingraf) et comte sauvage (Wildgraf) de Kirbourg et Dhaun, et qui prit, lui aussi, le titre de Salm[18],[24].

Jeannette de Salm avait sa cour au château de Puttelange, dont elle ne possédait qu'une moitié, l'autre étant possédée par Jean VI de Salm-Badonviller. Des réclamations ne manquèrent pas de s'élever de part et d'autre et ne trouvèrent de solution qu'avec l'accord du 26 avril 1482 qui prévoyait une propriété commune de Puttelange. Celle-ci perdura jusqu'à l'extinction de la lignée des descendants de Jean VI, c'est-à-dire jusqu'à la mort de Jean IX de Salm-Badonviller en 1600.irn
En mai 1525, la seigneurie de Puttelange, à l'exception de la ville, se souleva lors de la guerre des paysans, appelée aussi « guerre des rustauds ». La ville fut épargnée par les révoltés en échange du paiement de la somme de 6 florins.
En 1550, la chapelle Sainte-Croix vit le jour à Puttelange (elle recèle aujourd'hui un bel autel et des boiseries du XVIIIe siècle classés monuments historiques).
Au rhingrave Jean V succéda son fils Jean VI, puis le fils cadet de ce dernier, Jean VII fondateur de la branche de Kirbourg. Les fils de Jean VII procédèrent à un partage en 1545. L'aîné Jean VIII reçut Morhange, et Thomas le cadet reçut Puttelange, qu'il transmit à sa fille Julienne. Celle-ci épousa en 1589 Ernest, comte de Mansfeld, le fondateur d'Ernestviller, qui avait racheté la part de Jean IX.
De 1603 à 1606, celui-ci fit construire le château dit « Edelmannshaus » par l'architecte Jacob Buckheisen. Il fut vraisemblablement construit sur les ruines d’un château fort du XIIIe siècle. (De ce château subsiste aujourd'hui un bâtiment rectangulaire à deux niveaux, dont les anciennes façades, à fenêtres à linteau en arc segmentaire repercées au XVIIIe siècle, ont été transformées après 1960. Seul le toit élancé à croupes, couvert de tuiles en écaille, percé de deux rangées de lucarnes, rappelle l'ancienneté du bâtiment. Une tour d'escalier polygonale, à fenêtres rampantes, accolée à la façade nord a été démolie vers 1960. De même la tour du château, dans laquelle se trouvait en haut le colombier seigneurial, et en bas les prisons, avait déjà disparu au XIXe siècle.)
En 1607, la ville fut détruite par un incendie, et une requête fut adressée en 1618 par les habitants au duc Henri II de Lorraine afin d'obtenir une décharge d'impôts, preuve de leur situation malheureuse.
À peine eurent-ils relevé les murailles de la ville et leurs habitations que l'armée impériale et les troupes suédoises et françaises envahirent le duché de Lorraine et le saccagèrent à l'excès. Comme les autres villes de Lorraine, Puttelange fut à plusieurs reprises pillée ou incendiée durant la guerre de Trente Ans. Ainsi, en 1665, la situation de la seigneurie était décrite de la façon suivante : "à Puttelange, il ne restait que 18 bourgeois et 2 veuves". À titre de comparaison, en 1640 Puttelange était la seconde ville de la région par le nombre d’habitants (350) derrière Sarreguemines (480).
À la mort d'Ernest de Mansfeld, Puttelange demeura dans l'indivision entre ses deux filles : Marguerite, qui épousa Jean-Georges de Fénétrange, et Julienne, qui épousa Jean de Grumbach. Un petit mur fut construit dans la cour du château pour séparer les nouveaux seigneurs.
Puis, par le mariage de l'héritière de Fénétrange avec Jean-Louis de Dhaun, et par le rachat de la part des Grumbach, le comté de Puttelange revint en 1696 à la branche cadette des rhingraves de Dhaun : Jean-Philippe II de Salm-Dhaun qui initia la nouvelle branche des comtes sauvages du Rhin (Wild- und Rheingraf) de Salm-Puttelange, ,.
À la fin du XVIIe siècle, une communauté israélite commença peu à peu à se former. Les offices religieux étaient célébrés dans une maison, aujourd'hui rue de Nancy. Sur le linteau de la porte d'entrée, on peut encore voir de nos jours la tête sculptée du premier rabbin. Plus tard, une autre maison, voisine, fut affectée au culte tandis que l'ancienne servait d'école et de logement au maître.

### XVIIIe–XIXesiècles
En 1714, Charles de Salm-Dhaun, le fils de Jean-Philippe II, céda le comté à Walrad, son jeune frère, major général des armées impériales. L'année suivante, celui-ci fit construire un second château à 100 m du premier, sur la rive droite du Mutterbach. Il conserva l'ancien château "Edelmannshaus" pour les officiers seigneuriaux. Un arrêt du Conseil d'État du 15 décembre 1715 transféra les corvées dues par les habitants de Puttelange du "château vieux" sur le "château neuf".
La branche des Salm-Puttelange prit fin en 1750 avec le décès du rhingrave Jean-Frédéric, fils de Walrad.
L'héritière du comté fut sa nièce Catherine de Linange, qui épousa Théodore-Alexandre, prince de Loewenstein-Wertheim-Rochefort. Leur fils, le prince Dominique-Constantin, perdit tous les droits seigneuriaux par les décrets de l'Assemblée Constituante en 1789. Contre ces décrets, le prince de Salm, le comte de Sarrewerden et le comte de Créhange pouvaient protester en se basant sur le traité de Westphalie de 1648. Mais le comté de Puttelange était un fief du duché de Lorraine, qui en 1766 était passé sous la suzeraineté de la France en vertu du traité de Vienne de 1738. L'Empire ne pouvait donc pas intervenir.
En 1760, une église dédiée aux Saints Pierre et Paul fût bâtie. Le 25 août 1781, Caroline, comtesse de Linange-Salm et grand-mère de Dominique-Constantin, fit à la ville une donation de 40 000 livres ainsi que d'une maison, pour y créer une école et un hôpital. Elle décéda le 26 mai 1785, à l'âge de 80 ans, et fut inhumée dans le caveau familial dans l'église.
De 1780 à 1783, un puttelangeois (Guillaume Schmidt, né en 1763) combattit lors de la guerre d'indépendance des États-Unis comme hussard au sein du 1er escadron de Hussards de la Légion de Lauzun.
Durant la Révolution, Puttelange connut une agitation et des luttes violentes, allant jusqu'à des combats armés, entre deux factions opposées. La première était menée par le curé Nicolas Weisse. La seconde faction dite « patriote », c'est-à-dire la plus révolutionnaire, avait pour chef l'ancien maire Jean-Adam Thiébault, auquel Catherine de Linange, la princesse douairière, donna tout son appui. Celle-ci fut surnommée plus tard la « princesse rouge » en raison de ses sentiments favorables à la Révolution. Brouillée avec son fils, elle habitait Puttelange, qui était sa possession personnelle, sans avoir aucune part dans l'administration du comté. Le curé de Puttelange, Nicolas Weisse, et ses vicaires, Pierre Lacroix et Valentin Doerr, qui avaient refusé de prêter le serment exigé par la Constitution civile du clergé, se trouvèrent condamnés à l'exil par le décret du 14 août 1792. Ils se réfugièrent chez le prince de Löwenstein,.
Le 31 juillet 1792, la ville de Metz passa à la commune de Puttelange une commande de 2 000 sacs de blé pour augmenter la réserve de la ville en cas de siège.
De 1790 à 1802, Puttelange fut le chef-lieu d'un canton qui comprenait les villages de Cappel, Diebling, Diffembach, Ebring, Ellviller, Ernestviller, Farschviller, Grundviller, Guebenhouse, Heckenransbach, Hoste, Loupershouse, Metzing, Nousseviller, Puttelange, Rémering, Richeling, Saint-Jean-Rohrbach et Valette. Le 22 octobre 1801, le canton fut agrandi des neuf communes du canton de Sarralbe et de trois communes du canton de Hellimer (Castviller, Hilsprich, Nelling), mais il fut supprimé le 5 mai 1802 : la plupart des communes formant le nouveau canton de Sarralbe.
Les princes allemands dépossédés reçurent en 1803 de très larges compensations aux dépens des biens ecclésiastiques pour leurs terres confisquées par la France sur la rive gauche du Rhin. Le prince Loewenstein, qui ne pouvait prétendre qu'à une faible compensation pour sa petite seigneurie allemande de Scharfeneck (près de Landau), eut une indemnité qui tenait compte de la perte de la terre de Puttelange, française depuis 1766. Il fut largement dédommagé par des terres sur la rive droite du Rhin.
En 1830, MM. Massing et Huber créèrent une fabrique de peluche de soie pour chapeau qui devint l’activité industrielle la plus florissante de Puttelange. En effet depuis le XVIIe siècle, il est fait état de culture de lin et de chanvre. Les métiers à tisser étaient très répandus dans la région et de nombreux foyers avaient le leur. Ce fut dans ce contexte très favorable que les deux associés envisagèrent la fabrication massive de la peluche de soie indispensable à la fabrication des chapeaux haut-de-forme. Dans un premier temps, ils exploitèrent le travail à domicile des particuliers. Puis, une fois le système rodé, ils se décidèrent à fonder une manufacture en 1833 sous la dénomination « Société Massing Frères, Huber & Cie ». Un premier atelier fut construit au lieu-dit « Pauly's Hof », situé près de l'actuelle route de Sarreguemines. On y trouvait seulement 4 métiers à tisser. Cependant, cette fabrique devint une entreprise mondialement connue et appréciée, et son expansion se poursuivit jusqu’aux années 1860.
En 1844, la ville reçut le nom de Puttelange-lès-Sarralbe, du fait de sa proximité avec le fief du Pays d'Albe tout proche. La manufacture employait alors 1 400 ouvriers. C’est cette année qu'Adam Massing racheta le château construit en 1715 par Walrad de Dhaun-Salm, comte de Puttelange. Il est depuis appelé « château Massing ». De plan rectangulaire, il est d'un toit à croupes percé de deux rangées de lucarnes. Il est la propriété de la Ville de Puttelange depuis 1974.
Dans les années 1850, outre cette importante manufacture, on trouvait à Puttelange : 1 moulin, 1 tuilerie, 1 fabrique de gants de soie, 1 fabrique de broderie, rouennerie et soierie, 1 fabrique de toile de chanvre et de lin, 1 draperie, 1 fabrique de colle forte et 4 tanneries. L'aspect commercial de la ville est attesté à la fin du XIXe siècle par la tenue de deux grandes foires annuelles et douze marchés, sans oublier deux marchés aux cochons par mois et un marché aux légumes.
En 1862, Émile Huber demanda la dissolution de la manufacture pour s’installer à Sarreguemines.
La communauté israélite se renforça constamment au cours du XIXe siècle, atteignant 201 personnes en 1863, ce qui rendit trop étroit le lieu de culte, déjà vétuste. On construisit en 1864-66, sur les plans de l'architecte Desgranges de Sarreguemines, une étonnante synagogue en style orientalisant qui coûta 34 419 francs, somme considérable qui ne fut couverte que par des subventions, tant municipales que consistoriales.

### Guerre de 1870 et Première Annexion
Début août 1870, la division de Castagny, du 3e corps de l'armée Bazaine, se porta sur Puttelange, puis se retira après la bataille de Spicheren. Après cela, la ville fut prise par les Prussiens sans combats.
En 1871, après l'annexion, la ville changea de nom et opta pour Puttlingen-Lothringen.
Une phase de germanisation intensive (culturelle, linguistique, morale, mais aussi administrative) fut alors entreprise par les vainqueurs. Après cette annexion, les frères Massing souffrirent de l'administration allemande très rigide. Ainsi l'Inspecteur Général Impérial mit en garde M. Massing contre "les risques d'intoxication et de pollution découlant de l'utilisation de certaines substances chimiques destinées à traiter les tissus". De plus, à cette époque, le personnel de l'établissement Massing migra vers l'exploitation minière, la faïencerie de Sarreguemines, ou même la fabrique concurrente de Sarreguemines, dirigée par M. Huber, ex-associé des frères Massing.
C'est à cette époque que fut construite la ligne Forbach-Sarreguemines. Cependant des intérêts particuliers firent que Puttelange fut écartée du tracé de cette ligne. Les mineurs de Puttelange, mais aussi de Diefenbach, de Rémering, de Hilsprich devaient donc se rendre à pied jusqu'à Farschviller. Ils se levaient à 3 heures du matin pour prendre le train vers 5 h 30. Pour être enfin reliée au réseau, la commune envisagea de faire construire son propre chemin de fer. La première mention d'une telle ligne, devant relier Puttelange à Farschviller, date du 16 janvier 1878, lors d'un conseil municipal extraordinaire. L'unanimité du conseil fut obtenue, mais resta sans suite jusqu’en 1908. Il faut dire que depuis 1876, M. Camille Massing (de la fabrique Massing) était maire de Puttelange, et qu'il était plutôt opposé au projet. Cependant la pression de l'opinion publique l'obligea à céder, notamment au cours du conseil municipal du 8 mars 1908, et à reprendre le projet. Le 25 avril 1910, le docteur Wack succéda à M. Massing comme maire de Puttelange. Nouvelle décision du conseil municipal, cette fois-ci suivie d'effet, puisque le docteur Wack donna le premier coup de bêche à la construction de la ligne le 22 janvier 1911. L'inauguration eut lieu le dimanche 1er mars 1912.

### Première Guerre Mondiale
En janvier 1918, ordre fut donné de démonter les cloches de l'église de Puttelange. Sous le prétexte de n’être pas outillée pour le faire, la ville conserva ses 5 cloches pendant quelques mois. Puis sous la pression des autorités allemandes qui avaient besoin de bronze pour construire des canons, on dut procéder à l'enlèvement de 4 cloches.
Le 3 septembre 1918, toujours sous l'occupation allemande, un drapeau français fut planté sur le « Volkenbrunnen », la fontaine qui se trouvait en plein centre-ville.
En novembre 1918, les Puttelangeois allèrent rechercher, au nez et à la barbe des militaires allemands, leurs cloches qui avaient fait halte en gare de Farschviller avant de partir pour une fonderie en Allemagne.
Si Puttelange fut épargnée par les grandes batailles, elle eut à souffrir d'une autre façon. Ainsi, nombreux furent ceux qui, appelés à combattre dans l'armée allemande, ne revirent jamais leurs familles. La ville eut également à souffrir de l'économie de guerre : les habitants se virent confisquer vaches et bœufs et les boulangers durent cuire le pain pour l'armée. Les Puttelangeois firent preuve d’une mauvaise volonté si évidente que la ville se vit qualifiée de « Französennest » (nid français).
Finalement, le 22 novembre, toutes les fenêtres s'ornèrent de drapeaux Bleu-Blanc-Rouge pour accueillir les troupes françaises entrant à Puttelange. Les drapeaux furent sortis des cachettes ou bien fabriqués à la hâte grâce aux jupons, rideaux et autres doublures.

### Entre-deux-guerres
Du 1er mars 1912 au 31 décembre 1936, la commune fut desservie par le chemin de fer de Puttelange à Farschviller (surnommé le « Schengel »), grâce à la volonté des habitants d'avoir accès à ce moyen de transport. En effet, la section Béning-Sarreguemines de la ligne de Haguenau à Hargarten-Falck évitait Puttelange (car passant par Farschviller) lors de sa mise en service, en 1865,.
En 1922, Paul Kemp de Benfeld racheta une partie des bâtiments de la fabrique Massing et y installa une bonneterie (fabrication et vente de sous-vêtements). Quelques années plus tard il racheta le reste.
En 1924, Puttelange changea de nom et s'appela Puttelange-lès-Farschviller.

#### Ligne Maginot aquatique
La construction de la Ligne Maginot fut lancée en 1927. Le Conseil Supérieur de la Guerre décida de ne pas fortifier le long de la frontière de la Sarre, région détachée de l'Allemagne par le Traité de Versailles, et qui pouvait, dans les 15 ans, par référendum, sinon se joindre à la France, du moins devenir indépendante et donc neutre. Cet espace vide constitua un trou dans la Ligne Maginot : la « Trouée de la Sarre ».
Toutefois des ouvrages d'eau furent créés de 1932 à 1934. De Hoste à Sarralbe, sur une distance de 16 km, se trouvèrent concentrés six barrages réservoirs, devenus des étangs aujourd'hui dédiés aux pêcheurs et aux touristes : les deux étangs de Hoste, l'étang de Diefenbach et l'étang du Welschhof à Puttelange, l'étang des Marais à Rémering et l'étang de Hirbach. Le volume total de ces six réservoirs représente 6 415 130 m3 d'eau pour une superficie de 316 ha. Des vannes pouvaient déverser cette eau en 36 heures dans des biefs formés par des digues de retenue construites sur la rivière Moderbach (ou Mutterbach), inondant la zone et empêchant tout franchissement en cas d'offensive ennemie. Ces ouvrages furent appelés plus tard Ligne Maginot Aquatique.
En 1931, les premiers soldats arrivèrent à Puttelange, et en attendant la construction des casernes, ils logèrent au Château Famin.
Le 13 janvier 1935, les Sarrois choisirent massivement le rattachement à l'Allemagne nazie. Le système d’inondations défensives était prêt fin 1934, mais restait un obstacle passif. À partir de 1935, on commença à construire en urgence des blockhaus ainsi que des casernes, et Puttelange fut déclarée ville de garnison. Pour des raisons financières, la Trouée de la Sarre ne fut pas dotée de gros ouvrages d'artillerie ni de petits ouvrages d'infanterie. Elle fut parsemée d'une multitude de blockhaus de tailles et de valeurs très différentes.

### Seconde Guerre Mondiale

#### Évacuation et «Drôle de Guerre»
Puttelange fut évacuée le 1er septembre 1939 dans le département de la Charente, et sa mairie repliée à Soyaux. Le 3 septembre, à la suite de l'invasion de la Pologne, la France déclara la guerre à l'Allemagne. Les effectifs furent triplés dans la Trouée de la Sarre. On y comptait pas moins de sept divisions. Au mois d'octobre, l'armée commença à augmenter progressivement le niveau de l'eau. Plusieurs communes, dont Puttelange, furent alors inondées. Pendant les premiers mois qui suivirent la déclaration de guerre, les deux ennemis se contentèrent de s’observer : c'était la « Drôle de Guerre ».

#### Combats de mai-juin 1940
Le 10 mai, les Allemands lancèrent une offensive en traversant les Ardennes. Parallèlement, ils menèrent des opérations de diversion sur la Ligne Maginot afin d'y fixer les troupes ennemies. Les forces françaises situées en avant de la Ligne Principale de Résistance (LPR) se retirèrent, remplacées par les corps francs, et reculèrent progressivement jusqu'au 15 mai. Les inondations furent alors portées à leur maximum.
Le 3 juin, plus d'un millier de canons allemands furent pointés sur le 41e RMIC (Régiment de Mitrailleurs d'Infanterie Coloniale) et le 174e RMIF (Régiment de Mitrailleurs d'Infanterie de Forteresse) qui défendaient Puttelange et ses environs[réf. nécessaire].
Le 4 juin, le clocher de l'église s'écroula, faisant tomber les cloches. Puttelange fut la proie des flammes.
Le 5 juin, les Allemands étaient face à la LPR et pénétrèrent dans Puttelange. Entre le 5 et le 12 juin, les quartiers pris de Puttelange furent repris au prix de durs combats.
Le 13 juin, le général Weygand, commandant suprême de l’armée française, donna l’ordre de repli général vers le sud. Dans la Trouée de la Sarre, ce repli était prévu pour le 14 au soir. Et c'est précisément au moment où l'armée française considérait l'abandon de la LPR que l'armée allemande choisit de l'attaquer de façon massive.
Le 14 juin, dès l'aube, les Allemands lancèrent l'opération Tigre qui avait pour but de percer la Ligne Maginot à l'endroit supposé le plus faiblement défendu et de foncer en direction de Nancy et de Lunéville. La 1re Armée allemande du général von Witzleben, forte de 90 000 hommes, chargée de l'attaque, se composait de six divisions en première ligne appuyées par l'aviation et par un millier de canons. Du côté français, il y avait six régiments d'infanterie et deux bataillons de mitrailleurs renforcés par diverses batteries d'artillerie. En première ligne, les forces françaises n’alignaient que 17 000 hommes.
À 6 h 30, un bombardement général de l'artillerie allemande s'abattit sur les lignes et les arrières français. L'Avancée de Puttelange était défendue par des éléments du 3/174e RMIF. À 7 h 30, une vague de 60 Stukas intervint causant de lourdes pertes. Vers 8 30, quand enfin l'artillerie se tut ou allongea son tir, depuis les lisières des bois ou des haies, les Allemands débarquèrent des canons antichars ou des 88 de D.C.A. et tirèrent dans les embrasures des blockhaus de première ligne. Ailleurs, ils profitèrent du brouillard ou des fumigènes pour s'approcher. Les hommes du 222e RI, de la 75e DI, descendirent les pentes du Rodenberg par vagues successives pour attaquer Puttelange par le nord. Surnommée "la Venise du front",, la ville de Puttelange inondée subit quatre attaques au cours de la journée qui, toutes, furent contenues par les feux croisés des points d'appui du 3/174e RMIF qui tenaient le nord de l'Avancée, avec l'aide du point d'appui de l'Usine Électrique (2/174e RMIF). Les Allemands firent aussi quelques tentatives du côté de la route de Sarreguemines, mais les Français parvinrent à résister grâce aux corps francs et à un appui d'artillerie qui pilonna les bases de départ allemandes. Des détachements du 244e RI, de la 60e DI voisine, attaquèrent à partir des berges de l'étang du Welschhof, mais ils furent refoulés également. Vers 15 heures, les attaques au nord de Puttelange cessèrent. Cependant, quelques éléments réussirent à s'infiltrer jusqu'aux premières maisons, au niveau de la jonction entre les 2 et 3/174e RMIF. Les Français restèrent maîtres de la ville jusqu'à la nuit, et ce n'est que sur ordre que le gros des troupes de forteresse quitta ses positions, laissant une simple croûte de défense,.
Au terme de la première journée de l'opération Tiger, les Allemands avaient perdu 1 200 hommes et comptaient 4 000 blessés. Du côté français on dénombrait 750 morts et 1 800 blessés. Les hommes de la 1re Armée allemande avaient entamé la LPR, mais n’avaient pas pu exploiter ces brèches étroites. Pour les Allemands, c'était un échec. Les troupes françaises avaient vaillamment résisté, combattant à certains endroits à un contre dix, mais le terrain perdu ne put être repris, faute de renforts, et le sacrifice des défenseurs français fut réduit à néant par l’ordre de repli exécuté le 14 juin dans la soirée. La propagande allemande transforma cette défaite en victoire.
Le 15 juin, l'attaque allemande reprit. Les défenses furent percées rapidement et la poursuite des unités en repli commença.
Dans la nuit du 16 au 17 juin, le maréchal Pétain, qui venait de succéder à Paul Reynaud à la tête du gouvernement, demanda l'armistice aux Allemands.

#### Seconde Annexion
Puttelange fut annexée de facto, tout comme le reste de la Moselle le 25 juillet, et renommée Püttlingen bei Saaralben.
Le 7 septembre, les habitants commencèrent à revenir et découvrirent leur ville inondée, brûlée et bombardée. La synagogue fut en grande partie détruite par les Allemands qui se servirent des pierres pour construire des logements (ses ruines furent finalement entièrement abattues en 1959).
À partir de 1942, les jeunes conscrits furent incorporés de force dans les armées allemandes, et souvent envoyés sur le front de l'Est. Un grand nombre disparut (leurs noms figurent sur le monument situé Place du Général De Gaulle).

#### Libération
Puttelange fut à nouveau bombardée du 22 novembre au 4 décembre 1944 (13 morts et 280 maisons détruites).
La ville fut libérée le 4 décembre 1944 par les Américains de la 3e Armée. Suivant les directives du 1er décembre du général Patton, le 12e Corps du général Eddy attaqua le 4 décembre au matin le secteur central dit du "Maderbach River", (rivière Mutterbach devant Puttelange) avec sa 35e DI suivant un axe Puttelange - Sarreguemines Ouest. Le 134e RI de la 35e DI, partant de Hoste-Bas, attaqua Puttelange, soutenu par le CCA de la 6e DB, parti de Valette.
À 4 heures, les hommes des 1er et 2e bataillons du 134e RI s'élancèrent discrètement sous la pluie, sans préparation d'artillerie, et traversèrent la rivière à l'aide de canots. La surprise fut totale pour les Allemands de la 17.SS Pz.Gren.Div., et les compagnies A et C atteignaient les abords de la ville quand les premiers tirs éclatèrent. De nombreux Allemands surpris dans leur sommeil furent rapidement faits prisonniers. Alors que les compagnies A et C continuaient leur progression vers l'est de la ville, la compagnie B (servant de réserve) dut se retirer : un si grand nombre d'Allemands avaient été contournés dans l'obscurité que la compagnie de réserve prenait plus de prisonniers que les deux compagnies d'assaut. Au total, 109 Allemands furent capturés. Un homme de la compagnie A (Jack Barnes, 20 ans) fut touché au dos par un shrapnel et succomba, mais ce fut la seule perte à déplorer,.
À 6 heures, le 320e RI (à droite du 134e RI) signala que 200 ennemis se déplaçaient de Puttelange vers leur front. Pendant ce temps, le 2e bataillon avait eu autant de succès dans son attaque à gauche. Les compagnies F et G, suivies par la E, avaient envahi les défenses allemandes sur les hauteurs au nord de Puttelange. Les forces ennemies tentèrent une contre-attaque, mais de fortes concentrations d'artillerie brisèrent cette menace. Après avoir attendu que les ingénieurs aient achevé les ponts sur le "Maderbach" et que les chars d’appui et les Tank Destroyer soient passés, les deux bataillons reprirent leur attaque dans l’après-midi. Elle conduisit le 1er bataillon à Ernestviller et le 2e bataillon au-delà de la cote 287 jusqu'à Guebenhouse. Le 3e Bataillon, en réserve, s'était rendu à l'aube à Diefenbach et s'installa à Puttelange.
Le 9 janvier 1945, un bataillon du 71e RI (44e DI de la 7e Armée) se déploya à Puttelange lors de l'Opération Nordwind.
Citation de la commune à l'ordre du Corps d'Armée le 1er juillet 1948 :
« Village de Lorraine particulièrement touché par la guerre, Puttelange-lès-Farschviller a subi de nombreux bombardements, qui ont causé la mort de 42 habitants. Par son attitude courageuse et hostile, s'est attiré la haine d'un ennemi féroce qui a déporté 200 habitants. Par ses sacrifices et son héroïsme, s'est acquis des droits à la reconnaissance du Pays. ».
Ces citations comportent l'attribution de la Croix de Guerre avec Étoile de Vermeil.

### Après-Guerre
Le 13 août 1957, le député-maire Jean Coumaros demanda le changement du distinctif du nom de la commune, et le 13 juin 1959 le conseil municipal proposa l'appellation simple de Puttelange. Mais l'administration des Postes craignit des confusions avec Puttelange-lès-Thionville. Le 3 juillet 1959, le directeur des archives départementales de la Moselle proposa différentes appellations : Puttelange-en-Lorraine, Puttelange-le-Lorrain, Puttelange-lès-Sarreguemines. À son tour, le conseil municipal proposa en 1964 le nom de Puttelange-les-Étangs, mais le ministère de l 'Intérieur le refusa, craignant une confusion avec la commune de Les Étangs près de Vigy. Enfin, on proposa le 26 février 1970 la dénomination de Puttelange-aux-Lacs pour rappeler les nombreux lacs artificiels de la ligne Maginot Aquatique, et le ministère de l'Intérieur l'accepta le 10 mars 1971.
En 2000, Puttelange, anciennement intégrée à l'arrondissement de Forbach, est rattachée à l'arrondissement de Sarreguemines[source insuffisante].

## Politique et administration

### Liste des maires
| Période                                  | Période                    | Identité            | Étiquette | Qualité |
| ---------------------------------------- | -------------------------- | ------------------- | --------- | --- |
| ~1782                                    | ~1790                      | Jean-Adam Thiébault |           | Tanneur, marchand de vin, cabaretier                                                                                             |
| 14 décembre 1806                         |                            | Jean Becker         |           | |
| 5 août 1841                              |                            | Henri Thiébault     |           | Cultivateur, propriétaire, cabaretier                                                                                            |
| 04 septembre 1852                        |                            | Jean-François Pauly |           | Tisserand en soie à Courcelles-Chaussy                                                                                           |
| 17 décembre 1876                         | 24 avril 1910              | Camille Massing     |           | Attaché militaire de l'ambassade de France à Londres (1887-1890) Général de brigade Officier de la Légion d'Honneur (18/12/1870) |
| 25 avril 1910                            | 9 décembre 1912            | Docteur Wack        |           | |
| 25 mai 1921                              | 17 mai 1925                | Paul Laurent        |           | Banquier |
| 9 mai 1953                               | 25 mars 1971               | Jean Coumaros       | UDR       | Médecin Député (1958-1973) |
| 26 mars 1971                             | 18 mars 2001               | Jean Lang           | SE        | |
| 27 mars 2001                             | 16 mars 2008               | Laurent Janas       | UMP       | |
| 22 mars 2008                             | En cours (au 23 mars 2023) | Claude Decker       | DVD       | |
| Les données manquantes sont à compléter. |                            |                     |           | |

## Démographie
L'évolution du nombre d'habitants est connue à travers les recensements de la population effectués dans la commune depuis 1793. Pour les communes de moins de 10 000 habitants, une enquête de recensement portant sur toute la population est réalisée tous les cinq ans, les populations de référence des années intermédiaires étant quant à elles estimées par interpolation ou extrapolation. Pour la commune, le premier recensement exhaustif entrant dans le cadre du nouveau dispositif a été réalisé en 2004.

En 2022, la commune comptait 3 058 habitants, en évolution de +2,1 % par rapport à 2016 (Moselle : +0,52 %, France hors Mayotte : +2,11 %).
| 1793  | 1800  | 1806  | 1821  | 1836  | 1841  | 1861  | 1866  | 1871  |
| ----- | ----- | ----- | ----- | ----- | ----- | ----- | ----- | ----- |
| 1 484 | 1 627 | 1 816 | 2 165 | 2 360 | 2 339 | 2 378 | 2 363 | 2 296 |

| 1875  | 1880  | 1885  | 1890  | 1895  | 1900  | 1905  | 1910  | 1921  |
| ----- | ----- | ----- | ----- | ----- | ----- | ----- | ----- | ----- |
| 2 304 | 2 202 | 2 176 | 2 072 | 1 964 | 1 897 | 1 730 | 1 718 | 1 583 |

| 1926  | 1931  | 1936  | 1946  | 1954  | 1962  | 1968  | 1975  | 1982  |
| ----- | ----- | ----- | ----- | ----- | ----- | ----- | ----- | ----- |
| 1 675 | 1 733 | 2 068 | 1 212 | 1 676 | 2 013 | 2 642 | 2 802 | 3 016 |

| 1990  | 1999  | 2004  | 2006  | 2009  | 2014  | 2019  | 2022  | - |
| ----- | ----- | ----- | ----- | ----- | ----- | ----- | ----- | - |
| 2 979 | 3 101 | 3 171 | 3 201 | 3 150 | 3 080 | 3 089 | 3 058 | - |

## Culture locale et patrimoine

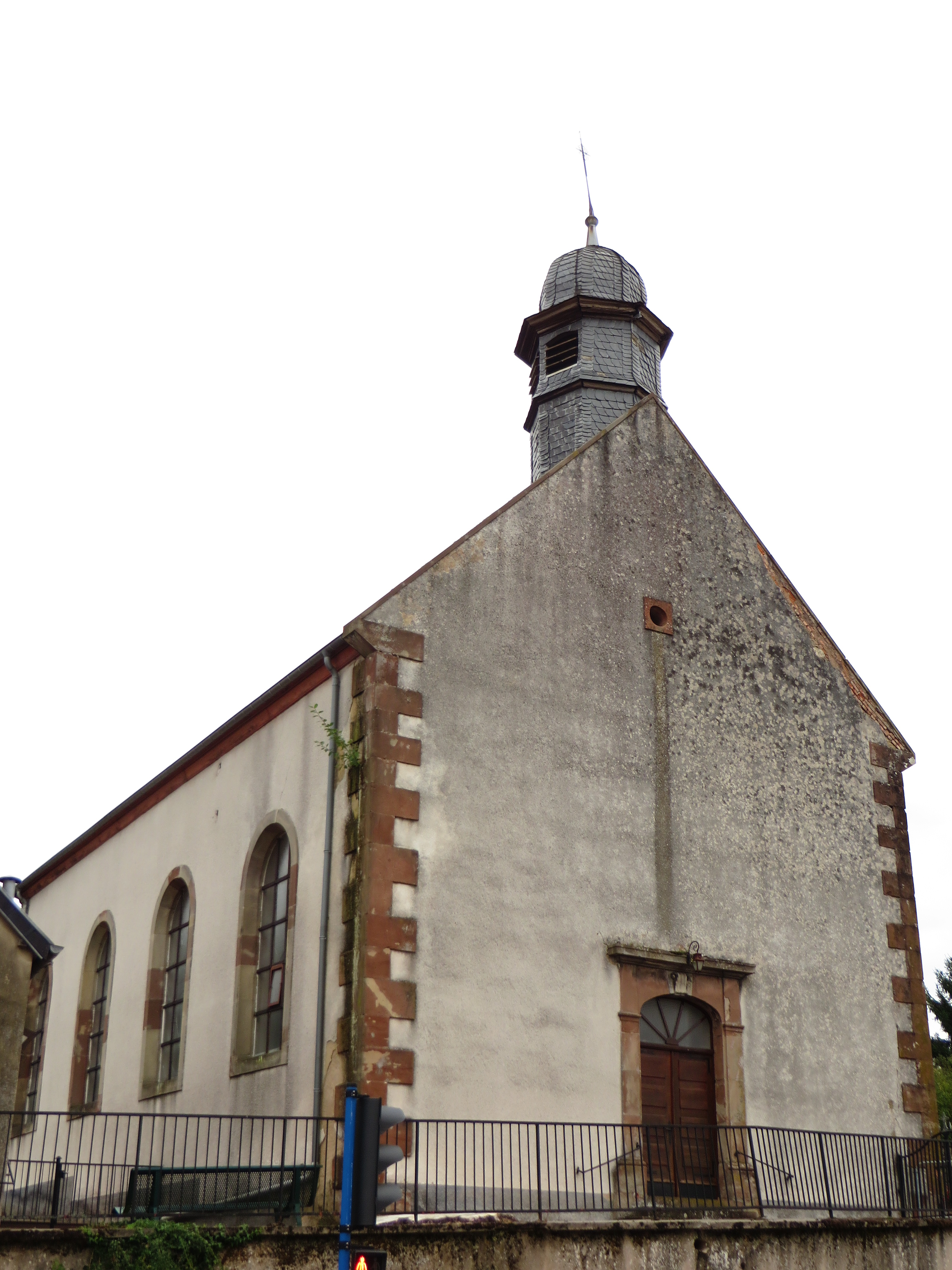
Chapelle Sainte-Croix au cimetière.

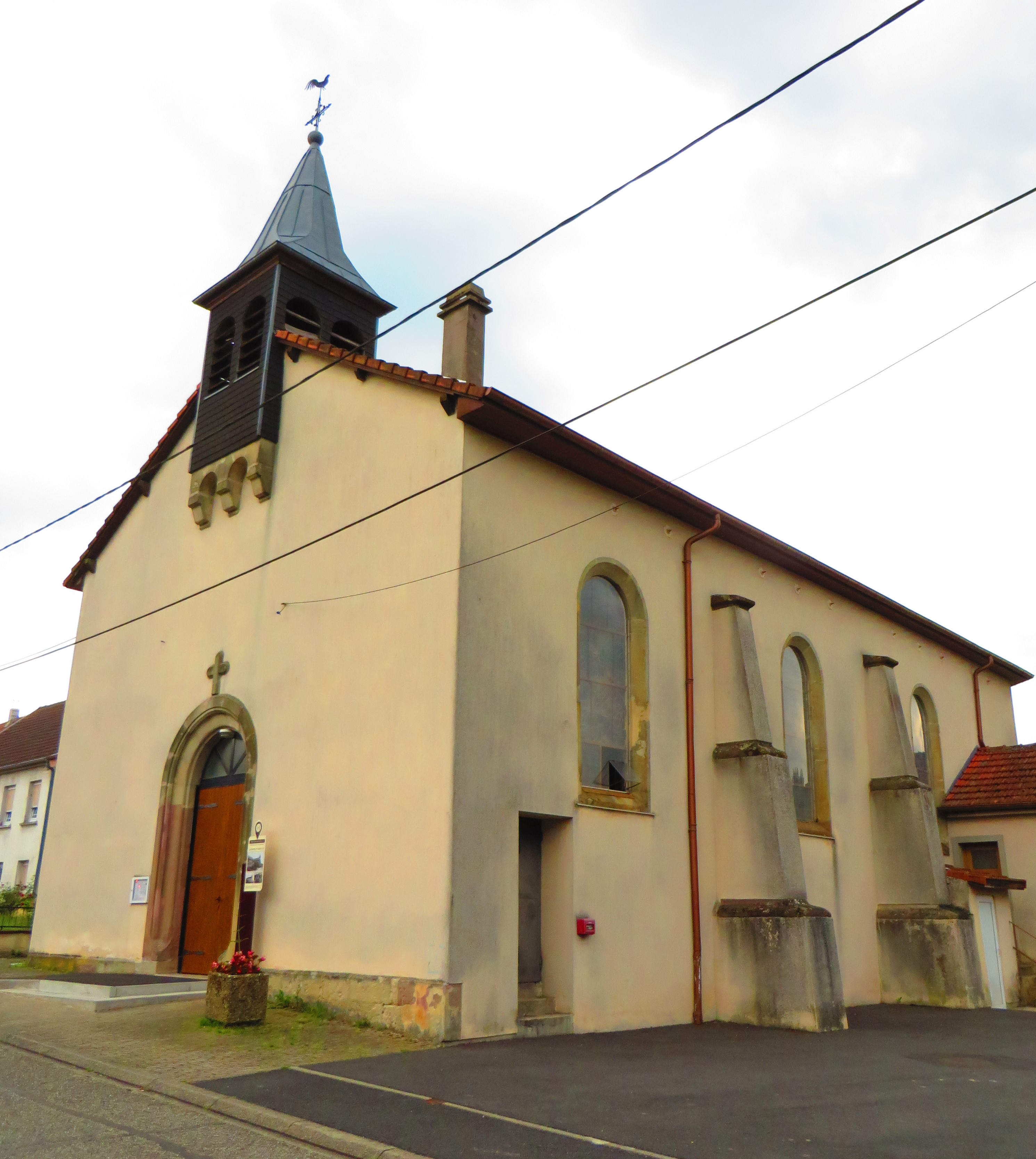
Église Saint-Luc-Évangéliste de Diefenbach-lès-Puttelange.

### Lieux et monuments
- Vestiges de deux châteaux détruits en 1944. Le premier château, dit « Edelmannshaus », a été construit de 1603 à 1606 par le comte Ernest de Mansfield, reconstruit sur les ruines d’un château fort du XIIIe siècle.
- Second château, construit en 1715 à 100 mètres du premier château, par Walrad de Salm-Dhaun, major général des armées impériales.
- Systèmes fortifiés de la ligne Maginot aquatique (observatoires d'infanterie, casemates diverses).
- Forêt domaniale de Puttelange.
- Deux berlines place De Gaulle, en souvenir des mineurs de charbon.

#### Édifices religieux
- Église Saint-Pierre-et-Saint-Paul, 1760, reconstruite.
- Église Saint-Luc-Évangéliste (à Diefenbach-lès-Puttelange).
- Chapelle Sainte-Croix 1550, rebâtie 1744 : autel Louis XV, sculptures des boiseries.
- Ancien arbre remarquable disparu en 2014[58].
- Synagogue : la première synagogue de Puttelange date de 1736. Il s'agirait donc d'une des plus anciennes du duché de Lorraine[59]. La seconde, style orientalisant datée de 1867, a été démolie en 1940, l'ancienne école juive a été transformée en appartements.
- Cimetière israélite attesté en 1854.
- Croix du Choléra rue Pasteur.

### Personnalités liées à la commune
- Jean Coumaros (1907-1991), député-maire.

### Héraldique
| Blason de Puttelange-aux-Lacs | Blason  | Écartelé : au 1er de gueules à deux bars adossés d'argent, cantonnés de quatre croisettes recroisetées au pied fiché du même, au 2e d'or au lion de sable armé et lampassé de gueules, au 3e d'or à trois fasces d'azur, au 4e de gueules à la rose d'argent. |
| Blason de Puttelange-aux-Lacs | Détails | Puttelange était la possession des comtes de Salm qui portaient « de gueules semé de croisettes recroisetées au pied fiché d'argent ; à deux bars adossés du même brochant sur-le-tout ». L'écartelé correspond aux armes de la famille de Salm-Dhaun qui succéda aux comtes de Salm. Ces armes sont représentées sur des sceaux du tabellionnage de Puttelange. Attribué officiellement en 1911. |

### Labels et distinctions
- 3 fleurs au Label « villes et villages fleuris »[60]

## Vie locale

### Enseignement
- Collège Jean-Baptiste Eblé, accueillant les élèves originaires de la commune ainsi que des villages de Hoste, Valette, Cappel, Barst, Marienthal, Loupershouse, Farschviller, Guebenhouse, Ernestviller, Saint Jean Rohrbach, Rémering lès Puttelange, Grundviller   , Heckenransbach et Hilsprich.
- Groupe Scolaire Jean Moulin
- Groupe Scolaire Jean XXIII

### Transports
Puttelange est située au croisement des routes départementales D656 (Saint-Avold/Sarralbe) et D674 (Nancy/Sarreguemines). La ville est également reliée par un demi-diffuseur à l'autoroute A4 (Paris/Strasbourg), ou autoroute de l'Est, mais seulement vers ou venant de Paris.
La ville dispose de lignes de bus régulieres pour Forbach, Sarreguemines, et Saint-Avold.

### Associations
- Football club de Puttelange-aux-lacs (F.C.P)
- Chœur d'hommes Les Joyeux Compagnons
- Football club de Diefenbach (F.C.D.)
- Foyer des Lacs (foyers ruraux) : cinéma-école, danse modern-jazz, animations 3e âge, fête de la Jeunesse
- Périscolaire : mercredi éducatif et centres aérés.
- Amicale des mineurs